# 范九利
范九利(1969年3月-)，男，汉族，河南沁阳人。1991年8月参加工作，1999年6月入党，在职工学博士。现任西北政法大学校长。

## 简历
毕业于北京大学城市与环境学系经济地理与城市规划专业；
2011年9月，任高陵县县长；2015年8月，任西安市高陵区区长；2017年8月任中共西安市鄠邑区委书记。
2022年3月任西北政法大学校长。